# Qingliu
För andra betydelser, se Qingliu (olika betydelser).
Qingliu, även känt som Tsingliu, är ett härad som ingår i staden Sanming på prefekturnivå i provinsen Fujian i sydöstra Kina.
Under första hälften av 1930-talet var Qingliu bland de härad som kontrollerades av den Kinesiska sovjetrepubliken.

## Administrativ indelning
Qingliu är indelat i sju köpingar och sex socknar.
Köpingar (zhen):

- Changxiao (长校镇)
- Laifang (赖坊镇)
- Lingdi (灵地镇)
- Linshe (林畲镇)
- Longjin (龙津镇)
- Songkou (嵩口镇)
- Songxi (嵩溪镇)

Socknar (xiang):

- Lijia (李家乡)
- Litian (里田乡)
- Shawu (沙芜乡)
- Tianyuan (田源乡)
- Wenjiao (温郊乡)
- Yupeng (余朋乡)